# Jackie Kay
Jackie Kay, pseudonimo di Jacqueline Margaret Kay (Edimburgo, 9 novembre 1961), è una poeta, drammaturga e scrittrice scozzese.
Nota per le sue opere Other Lovers (1993), Trumpet (1998) e Red Dust Road (2011). Kay ha vinto numerosi premi, tra cui il Guardian Fiction Prize nel 1998 e lo Scottish Mortgage Investment Trust Book of the Year Award nel 2011.
Dal 2016 al 2021 Jackie Kay è stata la Makar, poeta laureata della Scozia . È stata rettrice dell'Università di Salford tra il 2015 e il 2022.

## Biografia
Jackie Kay è nata da madre scozzese e padre nigeriano, è stata adottata nel 1961 da una coppia scozzese bianca, Helen e John Kay, ed è cresciuta a Bishopbrriggs, un sobborgo di Glasgow . La coppia aveva adottato circa 2 anni prima anche il fratello di Jackie, Maxwell . Jackie e Maxwell hanno altri fratelli cresciuti dai loro genitori biologici.
Suo padre adottivo lavorava a tempo pieno per il Partito Comunista e si era candidato a membro del Parlamento, e sua madre adottiva era la segretaria scozzese della Campagna per il disarmo nucleare . Da bambina Kay ha subito atti razzismo a scuola, da parte di bambini ed insegnanti .
Da adolescente ha lavorato come addetta alle pulizie per David Cornwell (John le Carré) per quattro mesi. In seguito ha raccomandato il lavoro di pulizia agli aspiranti scrittori, dicendo: "È fantastico . . . puoi ascoltare di tutto. Puoi essere una spia, ma nessuno pensa che tu stia prendendo qualcosa". Cornwell e Kay si sono incontrati di nuovo nel 2019; si ricordava di lei e aveva seguito la sua carriera.
Nell'agosto 2007, Kay è stata oggetto del quarto episodio della serie della BBC Radio 4 The House I Grow Up In, in cui ha parlato della sua infanzia.
Decise di concentrarsi sulla scrittura, abbandonando l'aspirazione di diventare attrice, dopo che Alasdair Gray, artista e scrittore scozzese, che aveva letto le sue poesie, le disse che scrivere era ciò che avrebbe dovuto fare. Ha studiato inglese all'Università di Stirling e il suo primo libro di poesie, parzialmente autobiografico, The Adoption Papers, è stato pubblicato nel 1991 e ha vinto il Saltire Society Scottish First Book Award e uno Scottish Arts Council Book Award nel 1992. È una raccolta di poesie a più voci che tratta identità, razza, nazionalità, genere e sessualità dal punto di vista di tre donne: un bambino birazziale adottato, sua madre adottiva e sua madre biologica. I suoi altri premi includono il Somerset Maugham Award for Other Lovers del 1994 e il Guardian Fiction Prize for Trumpet, ispirato alla vita del musicista jazz americano Billy Tipton, all'anagrafe Dorothy Tipton, che visse da uomo per gli ultimi cinquant'anni della sua vita.
Nel 1997 Kay ha pubblicato una biografia della cantante blues Bessie Smith. Una versione ridotta. letta dall'autrice, è stata inserita nel libro della settimana di BBC Radio 4 nell'ultima settimana di febbraio 2021.
Kay scrive anche per il teatro (nel 1988 la sua commedia Twice Over è stata la prima di uno scrittore nero ad essere prodotta dal Gay Sweatshop Theatre Group), per la tv e per i bambini. Il suo dramma The Lamplighter è un'esplorazione della tratta degli schiavi nell'Atlantico. È stato trasmesso su BBC Radio 3 nel marzo 2007, prodotto da Pam Fraser Solomon, durante una stagione in occasione del bicentenario dello Slave Trade Act 1807, ed è stato pubblicato in forma cartacea come poesia nel 2008 
Nel 2010 Kay ha pubblicato Red Dust Road, un resoconto della sua ricerca dei suoi genitori biologici, che si erano conosciuti quando suo padre era uno studente all'Università di Aberdeen e sua madre era un'infermiera. Il libro è stato adattato per il palcoscenico da Tanika Gupta e presentato in anteprima nell'agosto 2019 all'Edinburgh International Festival in una produzione del National Theatre of Scotland e HOME, al Royal Lyceum Theatre di Edimburgo.
Attualmente è Professore di Scrittura Creativa presso l'Università di Newcastle, e Cultural Fellow presso la Glasgow Caledonian University . Kay vive a Manchester . Nel 2011 ha preso parte al progetto Sixty-Six Books del Bush Theatre, scrivendo un brano basato sul libro di Esther dalla Bibbia di Re Giacomo . Nell'ottobre 2014 è stato annunciato che era stata nominata rettrice dell'Università di Salford e che sarebbe stata la "Scrittrice residente" dell'università dal 1º gennaio 2015.
Nel marzo 2016, è stato annunciata la sua designazione come prossimo Makar scozzese (poeta nazionale della Scozia), succedendo a Liz Lochhead, il cui mandato era terminato nel gennaio 2016.
È stata nominata Membro dell'Ordine dell'Impero Britannico (MBE) nel 2006 Birthday Honors per i servizi alla letteratura e Commendatore dell'Ordine dell'Impero Britannico (CBE) nel New Year Honours 2020, sempre per i servizi alla letteratura. Kay è stata inserita nell'elenco delle 100 donne della BBC annunciate il 23 novembre 2020.

## Vita privata
Kay è lesbica. Poco più che ventenne ha dato alla luce un figlio, Matthew (il cui padre è lo scrittore Fred D'Aguiar ), e in seguito ha avuto una relazione di 15 anni con la poetessa Carol Ann Duffy . Durante questa relazione, Duffy ha dato alla luce una figlia, Ella, il cui padre biologico è il collega poeta Peter Benson .

## Premi e riconoscimenti
- 2020: CBE, Servizi alla Letteratura [36]
- 2016: Gli scozzesi Makar
- 2016: eletto membro della Royal Society di Edimburgo [37]
- 2011: Premio Scottish Mortgage Investment Trust Book of the Year, Red Dust Road [38]
- 2011: Premio PEN/Ackerley (elenco ristretto), Red Dust Road
- 2011: Costa Book Awards (rosa), Fiere
- 2011: Libro scozzese dell'anno (elenco ristretto), Fiere
- 2009: Libro scozzese dell'anno (elenco ristretto), The Lamplighter
- 2007: British Book Awards deciBel scrittore dell'anno
- 2006: MBE, Servizi alla letteratura [39]
- 2003: Premio Cholmondeley
- 2000: Premio letterario internazionale di Dublino (elenco ristretto), Tromba
- 1998: Premio Guardian Fiction, Tromba
- 1994: Premio Somerset Maugham, Altri amanti
- 1992: Primo libro scozzese dell'anno, The Adoption Papers
- 1991: Premio Eric Gregory

## Opere selezionate
- The Adoption Papers, Bloodaxe Books, 1991,ISBN 9781852241568 (poesia)
- Altri amanti, Bloodaxe Books, 1993,ISBN 9781852242534 (poesia)
- Fuori colore, Bloodaxe Books, 1998,ISBN 9781852244200 (poesia)
- Tromba (narrativa – 1998); Random House Digital, Inc., 2011,ISBN 9780307560810
- La rana che sognava di essere una cantante lirica, Bloomsbury Children's Books, 1998,ISBN 9780747538660
- La compagnia dei due, Puffin Books, 1994,ISBN 9780140369526
- Bessie Smith (biografia – 1997), Faber & Faber, 2021,ISBN 978-0571362929
- Perché non smetti di parlare (fiction – 2002); Pan Macmillan, 2012,ISBN 9781447206729
- Ragazza di paglia, Macmillan Children's, 2002,ISBN 9780330480635
- Life Mask, Bloodaxe Books, 2005,ISBN 9781852246914 (poesia)
- Vorrei essere qui (narrativa – 2006); Pan Macmillan, 2012,ISBN 9781447206736
- Tesoro: Poesie nuove e selezionate, Bloodaxe Books, 2007,ISBN 9781852247775 (poesia)
- The Lamplighter, Bloodaxe Books, 2008,ISBN 9781852248048 (poesia/radiocomando)
- Rosso ciliegia, Bloomsbury Publishing Plc, 2007,ISBN 9780747589792
- Maw Broon Monologues (2009) (selezionato per il Ted Hughes Award for New Work in Poetry)
- 9781935633358  (memoria)
- Fiere, Pan Macmillan, 2011,ISBN 9781447206576 (poesia)
- Realtà, Realtà, Pan Macmillan, 2012,ISBN 9781447204404
- Il negozio empatico, Mariscat Press, 2015,ISBN 9780946588794 (poesia)
- Bantam, Pan Macmillan, 2017,ISBN 9781509863174